# Allocentrisme
L'allocentrisme est un comportement ou une forme de pensée tendant à privilégier autrui dans ses actions plutôt que soi-même, ainsi opposé à l'égocentrisme. L'allocentrisme correspond au concept de collectivisme en psychologie sociale.

## Étymologie
Ce mot est formé à partir de deux termes grec et latin :
- allos : autre, dissemblable, est souvent opposé à homo ou homeo (semblable).
- centrum : centr(o)-, -centrie, -centrique, -centrisme, relatif au centre, en psychiatrie.